# Tom Tugendhat
Thomas Georg John Tugendhat, dit Tom Tugendhat, né le 27 juin 1973 à Westminster (Londres), est un militaire et homme politique britannico-français.
Membre du Parti conservateur, il est député de Tonbridge et Malling à la Chambre des communes depuis 2015. Il préside la commission des Affaires étrangères de la Chambre des communes de 2017 à 2022 et est ministre d'État à la Sécurité du 6 septembre 2022 au 5 juillet 2024. Avant d'entrer en politique, il est officier de l'armée territoriale dans l'armée britannique.

## Biographie

### Jeunesse et éducation
Tom Tugendhat est le fils du juge de la Haute Cour sir Michael Tugendhat et de son épouse française Blandine de Loisne. Il est le neveu du baron Tugendhat. Après avoir fréquenté la St Paul's School de Londres, Tugendhat étudie la théologie à l'université de Bristol, avant de faire une maîtrise en études islamiques au Gonville & Caius College de Cambridge et d'apprendre l'arabe au Yémen.
Tugendhat possède la double nationalité britannique et française. Son épouse Anissia Morel est juge et haut fonctionnaire français, et son beau-père Pierre Morel est un diplomate français, médiateur principal de l'Organisation pour la sécurité et la coopération en Europe en Ukraine.

### Carrière militaire
Le 6 juillet 2003, Tugendhat est nommé sous-lieutenant (en probation) à la branche des services d'enseignement et de formation du corps de l'adjudant général, armée territoriale dans l'armée britannique. Sa commission d'armée territoriale est confirmée le 16 juillet 2003. Il est transféré au Corps du renseignement le 29 juillet 2003.
Il est promu lieutenant le 16 juillet 2005, capitaine le 1er avril 2007 et major le 1er janvier 2010. Il opère comme lieutenant-colonel de l'armée territoriale en juillet 2013.
Tugendhat effectue son service militaire lors d'opérations pendant la guerre en Irak et la guerre en Afghanistan. Il sert également, à titre civil, pour le ministère des Affaires étrangères en Afghanistan et aide à mettre en place le Conseil national de sécurité de l'Afghanistan et le gouvernement dans la province de Helmand. Il est ensuite l'un des assistants militaires du chef d'état-major de la Défense.

### Carrière politique
Tugendhat est élu député de Tonbridge et Malling, un siège conservateur sûr dans le Kent aux élections générales de 2015, avec une part de voix accrue et une majorité plus large que son prédécesseur.
En octobre 2015, Tugendhat accuse l'Iran d'armer les insurgés en Irak et en Afghanistan. Il écrit que « par l'intermédiaire de la Force Qods, l'unité des forces spéciales du corps des Gardiens de la révolution islamique du régime, elle a tué des troupes britanniques et comploté pour assassiner des diplomates à Washington DC. Les ayatollahs ont nourri les terroristes du monde entier ».
Tugendhat soutient le maintien de l'adhésion à l'Union européenne lors du référendum de 2016. Il vote en faveur de l'accord de retrait négocié par le gouvernement de Theresa May à chacune des trois occasions où il a été mis aux voix.
Tugendhat est un fervent partisan d'Israël. Il condamne le Conseil de sécurité des Nations Unies pour sa critique officielle de la construction de colonies israéliennes dans les territoires palestiniens occupés. 
Le 12 juillet 2017, Tugendhat est élu président de la commission des affaires étrangères, devenant ainsi la plus jeune personne à occuper ce poste. Peu de temps après l'empoisonnement de Sergei et Yulia Skripal à Salisbury par un agent neurotoxique, Tugendhat déclare que l'attaque est « sinon un acte de guerre ... certainement un acte guerrier de la fédération de Russie ».
Sous la présidence de Tugendhat, la commission des affaires étrangères se concentre sur les priorités de la politique étrangère britannique après le Brexit. D'autres enquêtes importantes portent sur : les implications du rôle croissant de la Chine dans le système international, les relations du Royaume-Uni avec l'Inde et la responsabilité de protéger.
Le 21 mai 2018, la commission des affaires étrangères publie un rapport sur la corruption en Russie et au Royaume-Uni. Cela attire l'attention sur la capacité du président Vladimir Poutine et de ses alliés à blanchir des actifs via Londres, et appelle le gouvernement britannique à « faire preuve d'un leadership politique plus fort pour mettre fin au flux d'argent sale vers le Royaume-Uni ». Le rapport critique le cabinet d'avocats Linklaters pour son refus de témoigner devant le comité sur la nature du travail dans la fédération de Russie aujourd'hui.
Le 29 mai 2018, Tugendhat expose ses propres points de vue sur la politique étrangère britannique dans un discours prononcé au Royal United Services Institute. Il préconise de donner au ministère des Affaires étrangères et du Commonwealth de plus grands pouvoirs pour déterminer la stratégie globale de politique étrangère.
Le 7 novembre 2018, Tugendhat prononce un discours sur le "conservatisme communautaire" lors d'un événement organisé par la Social Market Foundation. Il y décrit comment son expérience militaire l'a entraîné dans la politique et décrit plusieurs façons dont le gouvernement pourrait encourager les entreprises à mieux servir les communautés dans lesquelles elles opèrent.
À la suite des élections générales de décembre 2019, il attaque l'antisémitisme auquel il est confronté pendant la campagne : « C'était une campagne qui n'a pas toujours été aussi propre que les précédentes. Pour la première fois, j'ai été confronté à l'antisémitisme, que j'ai trouvé particulièrement offensant et très surprenant pour une communauté comme celle-ci et franchement plutôt déplaisant. C'est très anti-Tonbridge, très anti-Kent et très anti-britannique... J'espère que ce type d'attitude va quitter notre politique pour de bon ».
Tugendhat est réélu président de la commission des affaires étrangères le 29 janvier 2020.
En avril 2020, Tugendhat devient le premier chef du China Research Group, formé par des députés conservateurs (bien que des députés d'autres partis soient également impliqués) pour «mieux comprendre les ambitions économiques et le rôle mondial de la Chine". Cela comprend le rôle de Huawei dans le réseau 5G du Royaume-Uni, la campagne de désinformation COVID-19 de la Chine et sa politique étrangère - en particulier ses relations avec les régions les plus pauvres du monde. Tugendhat est considéré par certains comme un faucon chinois au parlement britannique, aux côtés de Bob Seely et Iain Duncan Smith.
Le 26 mars 2021, il est annoncé que Tugendhat est l'un des cinq députés à être sanctionnés par la Chine pour avoir répandu ce qu'elle a appelé "mensonges et désinformation" sur le pays. Il est par la suite interdit d'entrer en Chine, à Hong Kong et à Macao et les citoyens et institutions chinois n'ont pas le droit de faire affaire avec lui.
Il devient ministre d'État à la Sécurité le 6 septembre 2022, dans le gouvernement Truss et conserve ses fonctions dans le gouvernement Sunak.
Lors des honneurs du Nouvel An 2010, Tugendhat est nommé membre de l'Ordre de l'Empire britannique (MBE). En juillet 2013, il reçoit la Médaille du service des volontaires des réserves pour dix ans de service dans l'armée territoriale.